# Jacquie Lee
Jacquie Lee (Colts Neck, Nueva Jersey; 25 de junio de 1997), es una cantante de pop estadounidense. Saltó a la fama por obtener el segundo lugar en la quinta temporada del reality show de NBC The Voice, en dónde formó parte del equipo de Christina Aguilera.

## Biografía
Es hija de Denise y Richard Lee. Asistió al Ranney School en Tinton Falls y tiene dos hermanos: una hermana mayor llamada Nicole y un hermano menor llamado Richie. Es de ascendencia italiana.

## Carrera artística

### 2013: The Voice
En las audiciones a ciegas el 24 de septiembre de 2013, Lee interpretó el éxito de Amy Winehouse «Back to Black» persuadiendo a Christina Aguilera y Blake Shelton de voltear sus asientos. Lee escogió a Aguilera y permaneció en su equipo la temporada completa. En la ronda de batallas, fue emparejada con Briana Cuoco en donde ambas cantaron la canción «The House of the Rising Sun». y avanzó. Durante la ronda de eliminación, Lee cantó «Stompa» de Serena Ryder contra Anthony Paul y Christina la escogió para continuar a la ronda en vivo, enviando a Paul a casa. Lee continuó a través de las rondas en vivo y durante el Top 5, obtuvo un bonus en iTunes por llegar al Top 10 canciones generales con su versión en estudio de «Angel» de Sarah McLachlan. En las finales, Lee nuevamente recibió un bonus de iTunes por llegar al puesto #9 con su versión de la canción de Jennifer Holliday «And I Am Telling You I'm Not Going». El 17 de diciembre, fue anunciada en el segundo lugar del reality detrás de Tessanne Chin, siendo esta última, la ganadora.

### 2014: Después de The Voice y álbum debut
Acompañada por la ganadora Tessanne Chin y el finalista del tercer lugar Will Champlin, participó en el Rose Bowl Parade, realizado el 1 de enero de 2014.

## Discografía
| EP - 2014: Broken Ones - EP | Sencillos - 2014: «Broken Ones» |